# Ancylotrypa barbertoni
Ancylotrypa barbertoni är en spindelart som först beskrevs av Hewitt 1913.  Ancylotrypa barbertoni ingår i släktet Ancylotrypa och familjen Cyrtaucheniidae. Inga underarter finns listade i Catalogue of Life.